# Lista de antagonistas de Saint Seiya
A lista a seguir inclui as várias facções antagônicas que aparecem no mangá Saint Seiya (Os Cavaleiros do Zodíaco), e na sequência Saint Seiya: Next Dimension, escritos e ilustrados por Masami Kurumada.
Os personagens antagônicos aparecem como várias divindades da mitologia grega, que governam os reinos que formam a Terra, e seus servos que fazem parte de seus exércitos criados para guerrear contra Athena, a protetora do reino da Terra. Além disso, várias facções não são apresentadas como soldados desses exércitos, mas como organizações que perseguem seus próprios fins.

## Cavaleiros Negros
Os Cavaleiros Negros (暗黒聖闘士, Burakku Seinto), grafado alternativamente como Cavaleiros Ankoku (あんこくセイント, Ankoku Seinto) no anime, aparecem como servos do Cavaleiro de Bronze Ikki de Fênix, em sua busca para matar todos os Cavaleiros de Bronze. Os Cavaleiros Negros são antigos Cavaleiros que foram destituídos de seu título e Armadura por usar sua força para ganho pessoal, voltando-se para uma vida de crime e violência. Todos eles treinaram na Ilha da Rainha da Morte junto com vários filhos de Mitsumasa Kido, mas a maioria deles morreu. Embora haja uma contrapartida de Cavaleiro Negro para cada uma das 88 constelações, Kurumada apresentou com destaque apenas quatro em seu mangá, os equivalentes sombrios dos protagonistas: Pégaso Negro (ブラックペガサス, Burakku Pegasasu) dublado por Shigeru Nakahara em japonês e Hermes Baroli no Brasil, Andrômeda Negro (ブラックアンドロメダ, Burakku Andoromeda) dublado por Kaneto Shiozawa em japonês e Ulisses Bezerra no Brasil, Dragão Negro (ブラックドラゴン, Burakku Doragon) dublado por Ken Yamaguchi em japonês e Sérgio Rufino e Élcio Sodré no Brasil, e Cisne Negro (ブラックスワン, Burakku Suwan) dublado por Kazumi Tanaka em japonês e Francisco Bretas no Brasil.
Eles eram considerados os mais poderosos entre os Cavaleiros Negros e eram conhecidos coletivamente como Os Quatro Negros (暗黒四天王, Burakku Fō). Suas armaduras e técnicas são equivalentes às de Seiya de Pégaso, Shiryu de Dragão, Shun de Andrômeda e Hyoga de Cisne. Embora haja apenas uma contraparte de cada Armadura, no mangá o Cavaleiro de Dragão Negro tem um irmão cego que o ajuda a lutar. Além disso, existem também vários Cavaleiros de Fênix Negros, que se referem a si mesmos como sombras de Ikki, embora no anime um deles apareça como o mais forte. Os quatro Cavaleiros Negros são derrotados por seus equivalentes e, no mangá, eles são posteriormente mortos pelos Cavaleiros de Prata, que deveriam matar os Cavaleiros de Bronze, mas os confundiram devido a uma ilusão criada por Mu de Áries.
Além disso, os Quatro Negros foram apresentados na história paralela impressa inspirada em anime "Nebula Chain - The bond of brothers", na qual eles receberam nomes, Pégaso Negro era conhecido como Kenuma (ケヌマ, Kenuma), Cisne Negro era chamado Jido (ジド, Jido), Dragão Negro era nomeado Shinadekuro (シナデクロ, Shinadekuro) e Fênix Negro foi chamado de Ritahoa (リタホア, Ritahoa), deixando Andrômeda Negro sem nome.
Jango (ジャンゴ, Jango)
Voz de: Banjō Ginga (Japonês), Paulo Celestino (Português)
Antes de Ikki, o líder dos Cavaleiros Negros, que roubou a Armadura de Fênix e a manteve até ser recuperada por Ikki, que depois o matou.

## Guerreiros Azuis
Os Guerreiros Azuis (氷戦士, Burū Woriā, lit. "Guerreiros de Gelo") são uma ordem de guerreiros poderosos das terras geladas de Bluegraad, que também extraem sua força de seu Cosmo. Sua ordem foi formada séculos atrás por poderosos guerreiros que, da mesma forma que os Cavaleiros de Athena, eram capazes de rasgar os céus com os punhos e dividir a terra com seus chutes. Os Guerreiros Azuis eram liderados por Alexer (アレクサー, Arekusā), príncipe de Bluegraad, e protegeu sua terra natal contra quaisquer ameaças. Eles foram apresentados por Kurumada no vol.13 de seu mangá, no arco de contos, que ele dedicou a Hyoga, "Kōri no Kuni no Natassia Hen" (Natássia do País do Gelo). Sua única técnica conhecida é "Impulso Azul".

## Reino Submarino
Da mesma forma que Athena tem Cavaleiros, Poseidon tem um exército que o ajuda desde a era mitológica, os Marinas (海闘士, Marīna). Com o Templo Submarino de Poseidon servindo como sua base no Reino Submarino (海界, Kaikai), é formado por centenas de soldados de baixa patente e comandado por sete poderosos guerreiros conhecidos como Generais, cujo Cosmo rivaliza com o de um Cavaleiro de Ouro. Esses Generais vestem armaduras chamadas Escamas (鱗衣, Sukeiru, lit. "Manto de Escama"), que se diz serem tão resistentes quanto as Armaduras de Ouro e são modelados a partir de criaturas marinhas lendárias. Seu dever é defender os Grandes Pilares (巨大柱, Manmosu Pirā) dos sete oceanos (Atlântico Norte e Sul, Pacífico Norte e Sul, Ártico, Antártico e Índico) que protegem o Templo Submarino. O pilar mais forte, o Grande Suporte Principal (メインブレドウィナ, Mein Buredowina), é defendido pelo próprio Poseidon.
Poseidon, Imperador dos Mares (海皇ポセイドン, Kaiō Poseidon)
Voz de: Osamu Saka, Keiichi Nanba (Japonês), Flávio Dias/João Paulo Ramalho/Alfredo Rollo/Daoiz Cabezudo (Português)
Como na mitologia grega, o deus grego Poseidon é o governante dos mares, irmão de Hades e Zeus. Na história de Kurumada, ele reencarna na Terra tomando o corpo de um membro escolhido da família Solo como um recipiente para sua alma. Esta família grega é uma das mais ricas do mundo e, desfrutando da bênção de Poseidon, manteve a hegemonia sobre os mares por milênios. No século XX, o deus leva o corpo do jovem herdeiro da família, um adolescente chamado Julian Solo (ジュリアン・ソロ, Jurian Soro), e golpeia a Terra com chuvas incessantes para purificá-la dos humanos, a quem considera maus e indignos das bênçãos dos deuses. Ele deseja construir uma sociedade utópica em cima das ruínas quando todos os humanos forem erradicados e se vingar de Athena por ter selado sua alma após sua última batalha, dois mil anos antes. Para este fim, ele mantém Athena como refém em seu Templo Submarino com a ajuda de seu exército. Ele é finalmente selado por Athena em sua ânfora, mas depois prova que ele não é uma divindade maligna, pois ele desperta brevemente para ajudar os Cavaleiros de Bronze a lutar contra Hypnos e Thanatos no arco de Hades, enviando-lhes as Armaduras de Ouro.
Thetis de Sereia (人魚姫のテティス, Māmeido no Tetisu)
Voz de: Hiromi Tsuru (Japonês), Noeli Santisteban/Denise Reis (Português)
Uma serva leal de Poseidon, ligada a ele por uma dívida de vida. Thetis foi salva por Julian Solo quando ele era um garotinho. Ela era então um lindo peixe, encalhado em uma praia, e Julian a jogou de volta ao mar. Durante o sequestro de Athena por Poseidon, ela serviu como mediadora entre as facções de Poseidon e Athena. Thetis não é um dos Generais Marinas, mas uma soldada de médio escalão, pois ela é superior aos ela é superior aos soldados Marinas sem classe, mas subordinada aos Generais Marinas. Ela foi incapaz de ajudar os Generais Marinas devido à sua derrota por Shaina de Ofiúco. A Amazona poupou sua vida e Thetis acabou resgatando Julian Solo do colapso do Santuário Submarino depois que Athena removeu a alma de Poseidon dele. Thetis voltou a ser um peixe quando ela morreu e Julian, ao encontrá-lo, deixou-o de volta no oceano, finalmente colocando-a para descansar.
Marinas sem classificação (雑兵の海闘士, Zōhyō no Marīna)
A grande maioria do exército de Poseidon, contado aos milhares. Ao contrário dos soldados sem classificação de Athena e Hades, os Marinas sem classificação possuem domínio sobre Cosmo até certo ponto, pois exercem força sobre-humana de baixo nível e também usam versões mais fracas das armaduras de Escama usadas por seus superiores, os Generais Marinas.

### Marinas de Poseidon
Os sete guerreiros mais poderosos de Poseidon e Generais (海将軍, Jeneraru) comandantes de seu exército. Dotados de poder igual ou superior ao de um Cavaleiro de Ouro, os Generais Marinas usam as armaduras de Escama, consideradas tão resistentes quanto as Armaduras de Ouro.
Baian de Cavalo Marinho (海馬のバイアン, Shīhōsu no Baian)
Voz de: Sho Hayami (Japonês), Wendel Bezerra (Português)
Baian era o protetor do Pilar do Oceano Pacífico Norte, um dos oito que impediam que a água acima inundasse o Santuário Submarino. Ele jurou proteger o pilar a todo custo. Seiya de Pégaso foi o primeiro a alcançá-lo e inicialmente lutou com o Marina. Meses antes, Seiya havia derrotado o Cavaleiro de Prata de Lagarto, Misty, um homem que, como Baian, usava correntes de ar para se tornar invulnerável. Com a experiência colhida daquela batalha e sua Armadura reforçada, o Cavaleiro derrotou Baian.
Io de Scylla (スキュラのイオ, Sukyura no Io)
Voz de: Issei Futamata (Japonês), Nelson Batista/Mauro Eduardo (Português)
O guardião dedicado do Pilar do Oceano Pacífico Sul. Após a chegada de Shun de Andrômeda, Io tentou enganar o Cavaleiro com a ilusão de uma donzela. Isso não funcionou no final e então eles se enfrentaram na batalha. Io usou ataques que combinavam com as seis criaturas que compunham a besta Scylla do mito grego, mas, depois de resistir aos ataques de Scylla, Shun foi capaz de contra-atacar com sucesso cada um deles. Shun poupou Io, mas enquanto se preparava para destruir o Pilar com as armas da Armadura de Libra, Io, compelido por sua inflexível devoção a Poseidon, pulou na frente do ataque para detê-lo. A tentativa de Io falhou e ele foi morto.
Krishna de Chrysaor (クリュサオルのクリシュナ, Kuryusaoru no Kurishuna)
Voz de: Masaharu Satō (Japonês), Carlos Silveira (Português)
Krishna era o guardião do Pilar do Oceano Índico. Ele empregava uma lança dourada e poder espiritual derivado das forças transcendentais da Kundalini. Shiryu de Dragão desafiou o Marina de Chrysaor. A lança provou ser demais para o Cavaleiro do Dragão até que ele se lembrou que o espírito da Excalibur estava em seu braço direito, entregue a ele por Shura. Assim, ele foi capaz de quebrar a lança ao meio. Krishna não se intimidou e meditou para incendiar seu Cosmo ao máximo, desencadeando um ataque final em Shiryu. O combate terminou com o Cavaleiro de Dragão atingindo os pontos de Chakra de Krishna enquanto perdia a visão do ataque de Krishna. Krishna foi derrotado e Shiryu destruiu o Pilar com a ajuda de Kiki.
Casa de Lymnades (リュムナデスのカーサ, Ryumunadesu no Kāsa)
Voz de: Keaton Yamada (Japonês), Luiz Antônio Lobue/Marcelo Pissardini (Português)
Conhecido como o "caçador de corações" e tido como o mais temível Marina, Casa era o responsável pelo Pilar do Oceano Antártico. Ele o protegia por meio de traição e engano, pois era capaz de extrair dos sentimentos mais queridos de uma pessoa e transformá-los contra eles, disfarçando-se como alguém que eles amavam. Ele derrotou Seiya de Pégaso, Hyoga de Cisne e Shun de Andrômeda com suas ilusões. No entanto, quando Ikki de Fênix chegou, Casa não conseguiu sentir nenhum sentimento precioso. Ele só encontrou um encerrado no fundo do coração do Cavaleiro. Isso, no entanto, irritou o Cavaleiro de Fênix, levando à morte do Marina de Lymnades.
Isaac de Kraken (クラーケンのアイザック, Kurāken no Aizakku)
Voz de: Ryusei Nakao (Japonês), Sérgio Rufino (Português)
Isaac já foi um aprendiz de Cavaleiro justo junto com Hyoga de Cisne na Sibéria, até sofrer um acidente enquanto salvava Hyoga do afogamento. Isaac perdeu um de seus olhos e estava caindo no fundo do oceano inconsciente quando o Kraken o resgatou e o levou para o Santuário Submarino de Poseidon no Mediterrâneo. Lá, ele se tornou um Marina e guardião do Pilar do Oceano Ártico. Após o ataque dos Cavaleiros ao Santuário Submarino, ele ficou cara a cara com Hyoga e o culpou por tudo que havia dado errado anos atrás. Hyoga de Cisne eventualmente o dominou depois de tentar sem sucesso se redimir com seu velho amigo. Quando ele morreu nos braços de Hyoga, Isaac parabenizou seu amigo por se tornar tão poderoso.
Sorrento de Sirene (海魔女のソレント, Seirēn no Sorento)
Voz de: Yoku Shioya (Japonês), Antonio Moreno/Daoiz Cabezudo (Português)
O guardião do Pilar do Oceano Atlântico Sul e um virtuoso da música de batalha. Durante a limpeza do mundo de Poseidon, o Marina de Sirene foi ordenado a matar os quatro Cavaleiros de Bronze, Seiya, Hyoga, Shun e Shiryu, que estavam em coma em um hospital. Ele encontrou a resistência de Aldebaran de Touro, mas Athena interrompeu a batalha, ordenando que Sorrento a levasse para Poseidon. Ele obedeceu e voltou para o Santuário Submarino. Mais tarde, quando os Cavaleiros invadiram, ele enfrentou Shun de Andrômeda, que após uma luta feroz conseguiu derrotar Sorrento e destruir seu pilar. Durante os eventos, Sorrento suspeitou do Marina de Dragão Marinho, concluindo que a ressurreição de Poseidon e a guerra que se seguiu foram os resultados da ambição de Dragão Marinho e não de Poseidon. Essas suspeitas foram confirmadas durante a batalha de Ikki de Fênix contra Kanon de Dragão Marinho. Depois que Athena selou a alma de Poseidon e retornou à superfície, Sorrento fez o mesmo e procurou Julian Solo, o ex-hospedeiro da alma de Poseidon. Juntos, eles decidiram viajar pelo mundo e ajudar as pessoas que sofreram na catástrofe causada por Poseidon. Sorrento ainda estava com Julian quando Poseidon despertou e enviou ajuda aos Cavaleiros de Bronze na batalha nos Campos Elísios.
Kanon de Dragão Marinho (海龍のカノン, Shīdoragon no Kanon)
Veja Cavaleiro de Ouro de Gêmeos Kanon.

## Reino do Submundo
Hades, Rei do Submundo (冥王ハーデス, Meiō Hādesu)
Voz de: Yūta Kasuya (no corpo de Shun), Akio Ōtsuka (em forma de espírito e em seu verdadeiro corpo) (Japonês), Marcelo Pissardini (Português)
O deus que governa o Submundo (冥界, Meikai) e o verdadeiro inimigo de Athena. Ajudado pelos temíveis Hypnos e Thanatos, seus subordinados mais próximos. Tanto Hades quanto Athena se envolveram em um conflito de longa data pela dominação da Terra, que se estende por milênios, provocando sangrentas Guerras Santas nas eras mitológicas, nos séculos XV, XVIII e XX. Hades, cujo belo corpo é a semente da união entre Cronos e Reia, foi submetido a uma experiência traumática nas eras mitológicas, quando foi gravemente ferido pela encarnação de Seiya de Pégaso naquela época. Assim, Hades decidiu colocar seu verdadeiro corpo para descansar no inalcançável Elísios, até que seu domínio sobre a Terra seja garantido. Para poder encarnar, Hades então escolheu o corpo do humano mais puro na época de seu retorno, como hospedeiro de sua alma divina, sendo Alone seu receptáculo escolhido durante sua encarnação em 1747, e Shun de Andrômeda em 1990. O deus do Submundo foi derrotado por Athena e seus Cavaleiros em cada uma de suas encarnações, ao alto custo das vidas dos Cavaleiros e destruição sobre a terra. Particularmente sangrentos foram os encontros entre as divindades nos séculos XVIII e XX. Durante este último, Hades se retira para se abrigar no submundo, acreditando estar a salvo de Athena e seus Cavaleiros, que planejam uma maneira de invadir o Submundo. Determinado a dominar a Terra custe o que custar, Hades desencadeia o fenômeno do Maior Eclipse da Terra, que ocultaria o sol, transformando o planeta em um cemitério gélido e exterminando toda a vida. Contra todas as probabilidades, Hades é posteriormente rejeitado por seu receptáculo escolhido Shun, e recua para os Campos Elísios e captura Athena e a coloca na letal Grande Ânfora, assumindo que os Cavaleiros nunca seriam capazes de invadir o Muro das Lamentações a tempo de salvar a vida de sua deusa. Ele é provado errado pela tenacidade dos Cavaleiros, e o governante do Submundo é forçado a reviver seu verdadeiro corpo, adormecido por milênios desde as eras mitológicas, e envolver os Cavaleiros em um duelo final até a morte, durante o qual Hades fica chocado ao encontrar seu temido inimigo das eras mitológicas reencarnado em Seiya de Pégaso. Athena, libertada da Ânfora, junta-se aos seus Cavaleiros na batalha e, após uma breve mas custosa batalha, contra todas as probabilidades, Hades é finalmente derrotado. O mundo mortal é salvo do Maior Eclipse e o Elísio desmorona, mas Seiya também foi derrotado na batalha, sendo perfurado no coração pela espada de Hades e colocado em uma maldição que o manteve em estado catatônico. Na sequência do mangá, Next Dimension, Hades está encarnado no corpo de Alone, um menino que, como Shun, tem o corpo mais puro da Terra.
Pandora (パンドラ)
Voz de: Maaya Sakamoto (Japonês), Miriam Ficher (Português)
A mulher para sempre destinada a desencadear o mal na Terra. Pandora é a guardiã da alma de Hades e sua irmã de carne no século XX. Ainda jovem, ela abriu a caixa proibida que foi selada por Athena e liberou Hypnos e Thanatos. Foi-lhe dito que Hades se tornaria seu irmão e ela deveria protegê-lo até o advento da batalha final. Em troca, eles concederiam a ela a vida eterna. Ela comanda a primeira onda de Espectros para atacar o Santuário em nome de Hades no arco final do mangá. Ela recebeu um colar que lhe permite viajar por diferentes reinos, e ela tem um relacionamento complexo com Ikki devido ao passado deles em relação a Shun. Como irmã de Hades, ela era sua escrava e não conseguia ver totalmente em cores, mas, depois de ver a vontade de ferro de Ikki, ela recuperou seu senso de cor e suas memórias perdidas. Porque ela deu o colar a Ikki, ela foi considerada uma traidora e morta por Thanatos.
Pandora também aparece durante sua encarnação no século XVIII cumprindo o papel que lhe foi dado como destino.
- Habilidade: Teletransporte, Telepatia, Lança, Habilidade de invocar raios.

Thanatos, o Deus da Morte (死を司る神タナトス, Shi o tsukasadoru kami Tanatosu)
Voz de: Toshio Furukawa (Japonês), Felipe Grinnan (Português)
O deus da morte e um servo próximo de Hades, que lutou contra os Cavaleiros de Athena desde as eras mitológicas. Ele, junto com seu irmão gêmeo Hypnos, residem nos Elísios e cuidam das ambições de seu deus. Thanatos, é o mais impulsivo dos irmãos, foi rápido em atacar os Cavaleiros de Bronze de Athena quando eles chegaram nos Elísios, considerando sua transgressão como blasfêmia. Quando Thanatos foi ferido por Seiya de Pégaso, ele ficou pessoalmente ofendido e até tentou matar a irmã do Cavaleiro. No entanto, isso saiu pela culatra quando Seiya subiu para um novo nível de poder, ressuscitando sua Armadura Divina e logo derrotou o deus.
Hypnos, o Deus do Sono (眠りを司る神ヒュプノス, Nemuri o tsukasadoru kami Hyupunosu)
Voz de: Issei Futamata (Japonês), Nestor Chiesse (Português)
O deus do sono, também um servo próximo de Hades e irmão gêmeo de Thanatos, que lutou contra os Cavaleiros de Athena desde as eras mitológicas. Hypnos foi mais cauteloso do que seu irmão e ficou fora do caminho dos Cavaleiros de Bronze de Athena. Ele, no entanto, agiu quando os Cavaleiros ganharam uma forma superior de poder, pois ele os considerava perigosos para os próprios deuses, pois ele era uma testemunha do poder das Armaduras Divinas nas eras mitológicas. Em seu esforço para parar Seiya de Pégaso, ele foi interrompido pelos outros Cavaleiros de Bronze, pois cada um deles ressuscitou com sucesso suas Armaduras Divinas e feriu gravemente o deus. Hypnos viveu o suficiente para sentir o momento em que o verdadeiro corpo de Hades foi despertado, mas sucumbiu aos ferimentos logo depois.
Ker, a Deusa do Destino (運命を司る神ケール, Unmei o tsukasadoru kami Kēru)
Recentemente introduzida pelo autor Kurumada na história complementar Saint Seiya: Origin e também referido como Deusa Maligna Ker (邪神ケール, Jashin Kēru), a deusa da morte violenta, irmã mais nova de Hypnos e Thanatos e sujeita à servidão a eles. Ela é a responsável direta pela perversão de Saga de Gêmeos, pois usou sua temida estrela de mau agouro nele, fazendo com que ele fosse possuído por um espírito maligno, origem de sua rebelião contra Athena.

### Espectros
Os Espectros (冥闘士, Supekutā) são os equivalentes dos Cavaleiros de Athena no Exército de Hades. Os 108 Espectros, 36 classificados como Estrelas Celestiais com os 72 restantes sendo Estrelas Terrestres, bem como seus respectivos epítetos, são baseados nas 108 Estrelas do Destino do clássico romance chinês Margem da Água. A prova de seu status é encontrada nas armaduras que usam, chamadas Sobrepeliz (冥衣, Sāpurisu, trad. "Sapuris"), que dizem brilhar como um diamante escuro. A liderança do exército de Hades é formada pelo coletivo conhecido como os três Juízes do Submundo cujo poder supera os dos Cavaleiros de Ouro.
Estrela Celeste da Fúria, Rhadamanthys de Wyvern (天猛星ワイバーンのラダマンティス, Tenmōsei Waibān no Radamantisu)
Voz de: Takehito Koyasu (Japonês), Guilherme Briggs/Cézar Marchetti (Português)
O primeiro dos 3 juíses Espectros a ser introduzido por Kurumada. Contra as ordens de Pandora, ele envia uma força-tarefa de Espectros ao Santuário de Athena para manter o controle sobre a missão dos Cavaleiros de Ouro revividos. Quando a força-tarefa falha, ele é punido por Pandora, mas permanece na terra no castelo de Hades. Quando os Cavaleiros de Bronze chegam, seus subordinados cuidam deles, deixando Rhadamanthys livre para descer ao submundo, onde ele eventualmente enfrenta Kanon de Gêmeos, mas sua luta é interrompida. Mais tarde, ele mata Orphée de Lira quando este tenta assassinar Hades. Mais tarde, ele encontra Kanon novamente e depois de uma longa batalha, o Cavaleiro abandona sua Armadura e realiza um ataque suicida em Rhadamanthys, acabando com suas vidas.
Estrela Celeste da Nobreza, Minos de Griffon (天貴星グリフォンのミーノス, Tenkisei Gurifon no Mīnosu)
Voz de: Kouichi Toochika (Japonês), Ricardo Sawaya (Português)
Minos é oficialmente o juiz das almas dos mortos que chegam ao submundo. Ele apareceu durante a tentativa de assassinato de Orphée em Hades, que ele dormiu pelo poder do Cavaleiro. Mais tarde, ele enfrentou Kanon de Gêmeos, mas foi dito para sair por Wyvern Rhadamanthys. Ele foi ferido quando tropeçou no Muro das Lamentações no momento em que os Cavaleiros de Ouro o perfuraram com uma explosão de luz solar. Ele então perseguiu os Cavaleiros de Bronze restantes para a outra dimensão que estava além da parede, onde foi finalmente pulverizado pela pressão daquela dimensão, que apenas o sangue divino poderia repelir.
Estrela Celeste da Nobreza, Vermeer de Griffon (天貴星グリフォンのフェルメール, Tenkisei Gurifon no Ferumēru)
Vermeer, a Estrela Celeste da Nobreza, é o Espectro de Griffon da Guerra Santa do século XVIII. Depois que Pandora e Hades chegaram ao castelo, ele decide acabar com Shion de Áries, Dohko de Libra e Tenma de Pégaso. Com pouco esforço, ele domina Tenma e, assim, começa a lutar contra os dois Cavaleiros de Ouro. Seu primeiro movimento é jogá-los no ar para demonstrar seu poder, visto que eles estão dentro da barreira de Hades, o que enfraquece o poder dos Cavaleiros em dez vezes. Ele então prossegue usando sua técnica Marionete Cósmica e prende os Cavaleiros, a quem ele tortura quebrando a mão de Dohko. Mas quando ele está prestes a quebrar o pescoço de Shion, Suikyo de Garuda aparece. Ele diz a ele que Pandora está procurando por ele e que ele não precisa exterminar os Cavaleiros.
Estrela Celeste do Heroísmo, Aiakos de Garuda (天雄星ガルーダのアイアコス, Tenyūsei Garūda no Aiakosu)
Voz de: Shinichiro Miki (Japonês), Guilherme Lopes (Português)
Um dos 3 Juízes Espectros, sendo feroz e orgulhoso. Ele também assiste ao desempenho de Orphée, durante o qual ele dorme devido ao poder do Cavaleiro. Mais tarde, ele enfrenta Ikki de Fênix, a quem ele subestima gravemente, levando à sua morte.
Estrela Celeste do Espaço, Charon de Aqueronte (天間星アケローンのカロン, Tenkansei Akerōn no Karon)
Voz de: Shirō Saitō (Japonês), Nelson Machado Filho (Português)
Assim como nos mitos, Charon era responsável por transportar os mortos sobre o rio Aqueronte no inferno. Ele tinha um talento especial para cantar durante a viagem, pelo qual cobrava uma moeda de prata. Um dia chegaram os guerreiros de Athena, os Cavaleiros Seiya de Pégaso e Shun de Andrômeda. O Espectro brigou e lutou com os Cavaleiros, mas os transportaria se pudessem pagá-lo. Shun ofereceu seu pingente, mas o Espectro o devolveu quando pensou que o Cavaleiro de Andrômeda realmente tinha a chance de entrar nos Elísios. Com Seiya de Pégaso, ele não ficou satisfeito e depois de chegar à outra margem, eles tiveram um impasse onde Seiya foi o vencedor.
Estrela Celeste do Espaço, Nyan de Aqueronte (天貴星アケローンのニャン, Tenkansei Akerōn no Nyan)
Uma jovem Espectro feminina, Nyan de Aqueronte é a encarnação do Espectro de Aqueronte no século XVIII. Como uma barqueira, Nyan guarda as margens do rio Aqueronte no submundo, levando os mortos para o outro lado ao receber seu pagamento. Ela conhece Ochs de Touro e fica chocada ao perceber que ele está aparentemente vivo até que Odysseus de Serpentário de repente chega. Nyan é a primeira mulher Espectro criada por Kurumada e apresentada em sua obra.
Estrela Celeste da Eminência, Lune de Balron (天英星バルロンのルネ, Ten'eisei Baruron no Rune)
Voz de: Susumu Chiba (Japonês), Sérgio Corcetti (Português)
Quando Minos de Griffon não estava disponível para cumprir seu dever como o Juiz das almas que partiram, seu subordinado Lune de Balron interveio para empunhar seu chicote. Em um desses momentos, Lune encontrou os Cavaleiros de Athena que estavam invadindo o submundo. Foi primeiro nos Cavaleiros de Pégaso e Andrômeda que ele executou um julgamento, mas ele já havia sido iludido por Kanon de Gêmeos. Como tal, nada do que ele fez aconteceu, mesmo cortando Shun, o corpo de Hades em pedaços. Aterrorizado por sua blasfêmia, ele correu para fora para procurar o corpo que havia desaparecido misteriosamente, ao longo do caminho ele encontrou Rhadamanthys de Wyvern que expôs o blefe do Cavaleiro de Gêmeos. Lune pegou Kanon com seu chicote, mas o Cavaleiro enviou uma centelha de Cosmo através do chicote que o destruiu.
Estrela Celeste da Besta, Pharaoh de Esfinge (天獣星スフィンクスのファラオ, Tenjūsei Sufinkusu no Farao)
Voz de: Junichi Suwabe (Japonês), Waldemar Dias (Português)
Pharaoh já foi um dos Espectros mais favorecidos de Hades devido a seus talentos musicais em sua Harpa Demoníaca e o guardião da segunda prisão no inferno. No entanto, quando um dos guerreiros de Athena, o Cavaleiro chamado Orpheé de Lira chegou ao inferno para libertar seu amor, Pharaoh foi ordenado por Pandora para enganar o Cavaleiro para que ele permanecesse no submundo para sempre e fizesse parte do exército de Hades. Isso levou muito ao desgosto de Pharaoh quando Orpheé se tornou o novo músico favorito de Hades. O Espectro de Esfinge veio a se ressentir do Cavaleiro desde então e faria qualquer coisa para recuperar sua posição favorita. Quando os Cavaleiros de Bronze de Pégaso e Andrômeda chegaram à sua prisão, ele enviou seu amado animal de estimação Cérbero sobre eles, mas com pouco efeito. O Cavaleiro de Lira de repente interferiu e deixou os Cavaleiros de Bronze inconscientes enquanto dizia ao Espectro que ele iria se livrar deles. Pharaoh não acreditou nele completamente e o seguiu, e assim como ele esperava, o Cavaleiro o enganou e deixou os Cavaleiros viverem. Em sua alegria por finalmente poder se livrar do Cavaleiro de Lira, Pharaoh revelou que foi ele quem enganou Orpheé. No entanto, isso saiu pela culatra, pois deixou Orpheé muito irritado e, em uma batalha feroz de música letal, Pharaoh de Esfinge encontrou seu fim.
Estrela Celeste Demoníaca, Queen de Alraune (天魔星アルラウネのクィーン, Tenmasei Aruraune no Kwīn)
Voz de: Yūsei Oda (Japonês), Figueira Júnior (Português)
Queen era mais alegre do que seus dois companheiros, Gordon e Sylphid, que serviam sob o comando de Rhadamanthys de Wyvern. Queen apareceu pela primeira vez no castelo de Hades na terra, onde ele esmurrou um pouco os Cavaleiros de Bronze. Ele então se retirou para o submundo, onde não apareceria até que os Cavaleiros de Athena atravessassem o Muro das Lamentações para os Elísios. Shiryu de Dragão valentemente se levantou para proteger seus companheiros Cavaleiros e na batalha que se seguiu Queen o subestimou e logo foi morto.
Estrela Celeste do Cárcere, Gordon de Minotauro (天牢星ミノタウロスのゴードン, Tenrōsei Minotaurosu no Gōdon)
Voz de: HIRO (Japonês), Edson Montenegro (Português)
Gordon era o mais agressivo do que seus dois companheiros, Queen e Sylphid, que fazem parte das tropas de Rhadamanthys de Wyvern dos 108 Espectros. Gordon apareceu pela primeira vez no castelo de Hades na terra, onde derrotou os quatro Cavaleiros de Bronze. Ele então se retirou para o submundo, onde não apareceria até que os Cavaleiros de Athena atravessassem o Muro das Lamentações para os Elísios. Shiryu de Dragão valentemente se levantou para proteger seus companheiros Cavaleiros e na batalha que se seguiu Gordon o subestimou e logo foi morto por uma explosão do Cosmo do Cavaleiro.
Estrela Celeste da Perspicácia, Sylphid de Basilisco (天捷星バジリスクのシルフィード, Tenshōsei Bajirisuku no Shirufīdo)
Voz de: Tetsu Inada (Japonês), Christiano Torreão (Português)
O Espectro de Basilisco agiu como o líder de seus dois companheiros, Gordon e Queen, que serviam sob o comando de Rhadamanthys. Todos eles apareceram no castelo de Hades na terra, onde golpearam um pouco os Cavaleiros de Bronze. Eles então se retiraram para o submundo, onde os três Espectros não apareceriam até que os Cavaleiros de Athena atravessassem o Muro das Lamentações para os Elísios. Shiryu de Dragão valentemente se levantou para proteger seus companheiros Cavaleiros, e na batalha que se seguiu Sylphid o subestimou e seus companheiros foram mortos. Apesar dos avisos, ele os seguiu pelo Muro das Lamentações e, sem sangue divino, sua armadura Sobrepeliz não resistiu à pressão e foi vaporizada junto com ele.
Estrela Celeste do Clamor, Valentine de Harpia (天哭星ハーピーのバレンタイン, Tenkokusei Hāpī no Barentain)
Voz de: Eiji Takemoto (Japonês), Douglas Peter (Português)
Valentine é um dos seguidores leais de Rhadamanthys de Wyvern e o protege de algo que ele considera insignificante como um Cavaleiro de Bronze de Athena. Ele apareceu pela primeira vez no castelo de Hades na terra, onde lutou com Seiya de Pégaso, mas disse que iria lutar com ele novamente eventualmente. Quando os Cavaleiros de Bronze chegaram ao palácio de Hades no submundo chamado Giudecca, Valentine foi ordenado a se desfazer dos corpos dos Cavaleiros de Fênix e de Pégaso nas planícies geladas de Cócito. Quando Pégaso acordou, lhe disse que tinha a Armadura de Athena com ele e, como tal, Valentine o tirou do gelo. O Cavaleiro persistiu em segurar a Armadura e eventualmente retaliou contra o Espectro de Harpia, que foi derrotado em um instante por centenas de chutes.
Estrela Celeste do Crime, Phlegyas de Lycaon (天罪星リュカオンのフレギアス, Tenzaisei Ryukaon no Furegiasu)
Voz de: Kiyoyuki Yanada (Japonês), Rodrigo Najar (Português)
Phlegyas serviu como guardião do lago escuro da quarta prisão no Inferno. Quando os Cavaleiros de Athena se infiltraram no submundo, os Espectros estavam em alerta máximo. Hyoga de Cisne, Shiryu de Dragão e Kanon de Gêmeos chegaram ao lago escuro juntos, mas a única maneira de atravessar era pela jangada de Phlegyas. Ele imediatamente os atacou, deixando os Cavaleiros de Bronze inconscientes com facilidade. Ambos pousaram na jangada que Kanon empurrou para o lago e ficaram prontos para lutar contra o Espectro. Mas o Cavaleiro de Ouro de Gêmeos era muito mais poderoso. Phlegyas foi morto por um único ataque de Kanon, deixando-o livre para pular na jangada.
Estrela Celeste do Chifre, Rock de Golem (天角星ゴーレムのロック, Tenkakusei Gōremu no Rokku)
Voz de: Yasuhiko Kawazu (Japonês), Alexandre Soares (Português)
O Espectro Guardião da Terceira Prisão do Inferno, Rock de Golem tentou matar Kanon de Gêmeos, Shiryu de Dragão e Hyoga de Cisne, com um deslizamento de terra. Falhando na tentativa, um Rock enfurecido tentou novamente matar os Cavaleiros com sua técnica de assinatura, apenas para ser morto pela força esmagadora de Shiryu.
Estrela Celeste da Derrota, Iwan de Troll (天敗星トロルのイワン, Tenpaisei Tororu no Iwan)
Voz de: Keiji Hirai (Japonês), Ramon Campos (Português)
O segundo Espectro guardião da Terceira Prisão do Inferno, Iwan de Troll é facilmente morto por Hyoga de Cisne enquanto tentava se apresentar aos Cavaleiros invasores.
Estrela Celeste da Feiura, Stand de Besouro Mortal (天醜星デッドリービートルのスタンド, Tenshūsei Deddorī Bītoru no Sutando)
Enorme em tamanho, o Espectro mais volumoso do exército de Hades, ele aparece brevemente desmoronando após ser morto por Kanon de Gêmeos.
Estrela Terrestre da Violência, Gigant de Ciclope (地暴星サイクロプスのギガント, Chibōsei Saikuropusu no Giganto)
Voz de: Hisao Egawa (Japonês), Antônio Moreno (Português)
Gigant de Ciclope era o líder da força de Espectros enviada por Rhadamanthys de Wyvern para invadir o Santuário de Athena. Ele foi enviado para manter o controle sobre os Cavaleiros de Ouro revividos que deveriam matar Athena, a quem eles serviram antes. Os Cavaleiros de Ouro, no entanto, desapareceram, então os Espectros não viram outra maneira senão continuar a missão por conta própria. Gigant e seus companheiros conseguiram chegar até a Casa de Virgem quando ele suspeitou que havia um traidor entre seus homens, mas foram interrompidos pela presença de Shaka de Virgem. Durante o encontro, foi revelado que os Cavaleiros de Ouro haviam matado e se disfarçado como alguns dos Espectros. Os Cavaleiros de Ouro, no entanto, foram autorizados a passar pela Casa e, portanto, o Espectro pensou que eles também eram permitidos. Mas Shaka imediatamente atacou e matou todos os seis Espectros restantes. Gigant falou se contorcendo em seu último suspiro que aqueles que servissem a Hades seriam recompensados com a vida eterna. Shaka respondeu que ele, que havia conversado com deuses no passado, nunca foi informado de que um humano havia recebido a vida eterna. Gigant engasgou de horror quando percebeu que Hades os havia enganado antes de morrer.
Estrela Terrestre da Sombra, Cube de Dullahan (地陰星デュラハンのキューブ, Chi'insei Dyurahan no Kyūbu, trad. Kiew)
Enviado entre os 17 Espectros que se infiltraram no Santuário de Athena, para manter o controle sobre os Cavaleiros de Ouro revividos. Durante a invasão, os Cavaleiros de Ouro revividos fingiram sua derrota em um ataque de Shaka de Virgem. Na confusão, Saga matou Cube e levou sua Sobrepeliz como disfarce. A sobrepeliz de Dullahan cobria a maior parte do corpo, então era um disfarce muito adequado.
Estrela Terrestre da Depreciação, Mills de Elfo (地劣星エルフのミルズ, Chiretsusei Erufu no Miruzu)
Enviado entre os 17 Espectros que se infiltraram no Santuário de Athena para manter o controle sobre os Cavaleiros de Ouro revividos. Durante a invasão, os Cavaleiros de Ouro revividos fingiram sua derrota em um ataque de Shaka de Virgem. Na confusão, Camus de Aquário matou Mills e levou sua Sobrepeliz como disfarce. A Sobrepeliz de Elfo cobria a maior parte do corpo, então era um disfarce muito adequado.
Estrela Terrestre da Corrida, Ochs de Górgona (地走星ゴーゴンのオクス, Chisōsei Gōgon no Okusu)
Enviado entre os 17 Espectros que se infiltraram no Santuário de Athena para manter o controle sobre os Cavaleiros de Ouro revividos. Durante a invasão, os Cavaleiros de Ouro revividos fingiram sua derrota em um ataque de Shaka de Virgem. Na confusão, Shura de Capricórnio matou Ochs e levou sua Sobrepeliz como disfarce. A Sobrepeliz de Górgona cobria a maior parte do corpo, então era um disfarce muito adequado.
Estrela Terrestre do Encantamento, Myu de Papillon (地妖星パピヨンのミュー, Chiyōsei Papiyon no Myū)
Voz de: Atsushi Kisaichi (Japonês), Alexandre Marconato (Português)
O Espectro de Papillon é um dos poucos que foram fisicamente completamente alterados quando despertou como Espectro. Ele voltou a uma forma viva de uma substância semelhante a gel. Durante a invasão do Santuário de Athena, os Espectros prenderam Mu de Áries para interrogá-lo sobre o paradeiro de seus guias, os Cavaleiros de Ouro revividos. Myu interferiu e disse a eles para recuar porque ele queria lutar contra o psíquico mais forte do Santuário, o que ele também era dito como sendo no exército de Hades. Durante a luta, ele passou por dois estágios de Evolução, da substância gel a uma lagarta monstruosa, a uma Crisálida na qual sofreu sua transformação final em um humano entomomórfico. A luta deles foi uma demonstração de força psíquica que no final foi vencida por Mu de Áries. Myu tinha a capacidade de gerar pequenas borboletas chamadas "borboletas do inferno", com as quais ele costumava rastrear seu oponente. Um deles sobreviveu e veio para pesquisar o resto da invasão. Por fim, o Espectro de Papillonaparece durante sua reencarnação no século XVIII, Estrela Terrestre do Encantamento, Giulietta de Papillon (地妖星パピヨンのジュリエッタ, Chiyōsei Papiyon no Jurietta) aparece em Next Dimension, como um dos assassinos de Pandora enviados para assassinar a Athena Sasha.
Estrela Terrestre das Trevas, Niobe de Deep (地暗星ディープのニオベ, Chiansei Dīpu no Niobe)
Voz de: Shingo Horii (Japonês), Renato Soares (Português)
Niobe foi o primeiro Espectro a se anunciar durante a invasão do Santuário de Athena. Quando os Espectros chegaram a Casa de Touro, ele deu um passo à frente e derrotou Aldebaran de Touro com um feromônio mortal. Ele escolhe ficar para trás momentaneamente enquanto seus companheiros continuaram à frente. Quando Mu de Áries chegou ao templo, ele se revelou dividindo a figura restante de Aldebaran. O Cavaleiro de Ouro, no entanto, deixou uma dica sobre o feromônio mortal de Niobe em seu Cosmo para Mu. Tentando envolver Mu em combate, ele foi ignorado pelo último, que considerou Niobe já morto. Niobe foi então completamente dilacerado pelo efeito retardado do Grande Chifre de Aldebaran.
Estrela Terrestre da Submissão, Raimi de Verme (地伏星ワームのライミ, Chifukusei Wāmu no Raimi)
Voz de: Kazuya Nakai (Japonês), Rodrigo Andreatto (Português)
Raimi foi um dos 17 Espectros enviados em segredo por Rhadamanthys de Wyvern para atacar a fortaleza de Athena, o Santuário. Quando o grupo chegou a Casa de Leão, cinco deles foram imediatamente mortos por seu guardião, Aioria de Leão. Enquanto os outros Espectros continuavam seu ataque, Raimi viu isso como uma abertura e enredou o Cavaleiro de Ouro, alegando que ele era sua vítima. No entanto, o Espectro subestimou Aioria e depois de enviar os outros Espectros para a próxima casa, Raimi logo foi morto pelo Cavaleiro de Ouro de Leão.
O Espectro de Verme no século XVIII também aparece brevemente em Next Dimension, lutando contra Kaiser de Leão, a quem ele é incapaz de derrotar, e o Espectro é finalmente derrotado por Contador da Morte de Câncer com um ataque humilhante. O nome do Espectro de Verme naquela época não foi revelado por Kurumada, embora ele use a mesma Sobrepeliz e sua aparência seja idêntica à de Raimi.
Estrela Terrestre Estranha, Zelos de Sapo (地奇星フログのゼーロス, Chikisei Furogu no Zērosu)
Voz de: Bin Shimada (Japonês), Vagner Fagundes (Português)
Zelos foi quem enviou os 17 Espectros para o Santuário de Athena pela ordem de Rhadamanthys de Wyvern. Ele agiu como o mensageiro dos eventos no Santuário para Rhadamanthys, mesmo questionando a decisão de Wyvern devido à ira de Pandora. Quando os Cavaleiros de Ouro revividos chegaram ao castelo de Hades com o corpo de Athena, Zelos estava lá para recebê-los. Os Cavaleiros de Ouro o desconsideraram e Camus de Aquário o empurrou para o lado com seus ventos frios. Assim, quando os Cavaleiros revividos estavam morrendo no chão devido ao limite de tempo, o Espectro descontou sua frustração em Camus. Isso não seria a seu favor, pois Hyoga de Cisne e os outros Cavaleiros de Bronze explodiram pelo teto. Com sua própria explosão fria, o Cavaleiro de Cisne matou às pressas o Espectro de Sapo.
Estrela Terrestre Estranha, Mi Yan de Sapo (地奇星フログのミーヤン, Chikisei Furogu no Mīyan)
O Espectro de Sapo no século XVIII.
Espectro de Gárgula (ガーゴイルの冥闘士, Gāgoiru no Supekutā)
Um personagem não identificado que aparece brevemente diante de Suikyo de Taça, transmitindo a oferta de Hades de se tornar um dos três juízes do submundo e salvar a vida de seu irmão mais novo, Suisho, em troca de lealdade a ele. Kurumada ainda não revelou seu nome e estrela, pois o único fato confirmado é o ser mítico representado por sua sobrepeliz.

### Espectros sem nome
Kurumada também apresentou alguns Espectros que foram mortos prontamente e assim não foram identificados, exceto por suas estrelas de destino:
Aparecendo durante o ataque dos Espectros no Santuário:
- Estrela Terrestre da Alegria (地楽星, Chirakusei)
- Estrela Terrestre da Vastidão (地闊星, Chikatsusei)
- Estrela Terrestre da Velocidade (地速星, Chisokusei)
- Estrela Terrestre da Penalidade (地刑星, Chikeisei)
- Estrela Terrestre da Posse (地蔵星, Chizōsei)
- Estrela Terrestre da Loucura (地狂星, Chikyōsei)
- Estrela Terrestre da Escravidão (地奴星, Chidosei)

No Vale Negro, que tentaram matar Kanon de Gêmeos:
- Estrela Terrestre da Intimidação (地威星, Chi'isei)
- Estrela Terrestre da Ferocidade (地猛星, Chimōsei)
- Estrela Terrestre do Espírito (地霊星, Chireisei)

Guardando a prisão de Cócito no inferno:
- Estrela Terrestre do Esclarecimento (地明星, Chimeisei)
- Estrela Terrestre do Progresso (地進星, Chishinsei)
- Estrela Terrestre do Retrocesso (地退星, Chitaisei)
- Estrela Terrestre da Perseguição (地逐星, Chiōsei)

E os Espectros finais mortos por Ikki de Fênix no Muro das Lamentações:
- Estrela Terrestre da Malevolência (地悪星, Chiakusei)
- Estrela Terrestre da Força (地数星, Chisūsei)
- Estrela Terrestre da Eqüidade (地平星, Chiheisei)
- Estrela Terrena da Vacuidade (地空星, Chikūsei)
- Estrela Terrestre da Razão (地理星, Chirisei)

23 novos Espectros foram adicionados ao universo de Saint Seiya por Kurumada em Next Dimension, embora não tenham sido nomeados e suas estrelas de destino ainda não foram reveladas: 9 deles faziam parte do grupo de Suikyo de Garuda invadindo o Santuário, e outros 7 aparecem liberando Contador da Morte de Câncer na Colina para a Terra dos Espíritos. Um novo Espectro aparece entre os grupos mortos por Ikki de Fênix e Contador da Morte, o resto são Espectros do mangá original de Kurumada que aparecem em sua encarnação do século XVIII e alguns soldados Esqueletos. 6 novos Espectros aparecem no grupo de Vermeer de Griffon invadindo o Santuário.
Esqueletos de Hades (冥王ハーデス軍の雑兵スケルトン, Meiō Hādesu Gun no Zōhyō Sukeruton)
Os soldados sem classificação do exército de Hades, usando versões mais fracas das Sobrepeliz de Espectro, e armados muitas vezes com foices, pois não têm domínio sobre Cosmo. Um deles, o Soldado Markino de Esqueleto (雑兵スケルトンのマルキーノ, Zōhyō Sukeruton no Marukīno), é brevemente apresentado com destaque e como um alívio cômico, levando Seiya de Pégaso e Shun de Andrômeda a Morada do Juízo, onde ele morre depois de ofender Lune de Balron. Sua voz foi fornecida por Naoki Tatsuta no Japão e Roberto Leite no Brasil.

## Mundo Celestial
Os Anjos (天闘士, Enjeru) são poderosos guerreiros do Reino Celestial (天界, Tenkai, lit. "Paraíso"), servos dos deuses do Olimpo e portadores da armaduras Glória (天衣, Gurōrī, lit. "Manto Celestial"). Até o momento, Kurumada os mostrou como leais à deusa da lua Artemis.
Anjo Tohma (天闘士・斗馬, Enjeru Tōma)
Voz de: Hikaru Midorikawa (Japonês), Thiago Zambrano (Português)
O irmão perdido de Marin de Águia. Mencionado por Shaina de Ofiúco no volume final do mangá de Masami Kurumada. Seu passado foi ainda revelado no longa-metragem Prólogo do Céu e em sua pequena história em quadrinhos introdutória, de autoria de Kurumada, em que ele aparece como um anjo. Sua encarnação cinematográfica agora permanece fora do cânone de Saint Seiya, pois agora ele está sendo apresentado nas últimas parcelas de Saint Seiya: Next Dimension, no qual ele também aparece como um anjo, acorrentado na prisão da lua e é libertado por Callisto, com a missão de assassinar Seiya de Pégaso, sua recompensa sendo sua liberdade se ele a cumprir. Sua Glória é especificamente chamada de Glória Versão Anjo Dormindo (スリープ・エンジェル・バーション天衣, Surīpu Enjeru Bāshon Gurōrī). Sua missão é interrompida devido à intervenção de Hyoga de Cisne e Marin de Águia, a quem ele acha familiar. Embora Kurumada tenha mantido muitos de seus traços originais, ainda não foi revelado se ele permanecerá o mesmo personagem retratado no filme ou uma versão completamente nova.

### Reino Lunar
O Reino Lunar (月の世界, Tsuki no Sekai) é governado pela bela deusa Ártemis, irmã mais velha de Athena e irmã mais nova de Apolo. Embora Ártemis inicialmente mostre hostilidade a Athena, mais tarde ela oferece sua ajuda. Apesar disso, os servos de Ártemis planejam secretamente matar Athena e seus Cavaleiros. Além disso, os Anjos, os guerreiros do Reino Celestial, parecem ter jurado lealdade a Ártemis.
Ártemis, Deusa da Lua (月の女神・アルテミス, Tsuki no Megami Arutemisu)
A bela deusa da lua e irmã mais velha de Athena. A deusa é inicialmente hostil a sua irmã devido a suas batalhas com Hades e Poseidon. Embora ela revele a Athena que a única maneira de remover a maldição de Hades do corpo de Seiya é viajar de volta no tempo com a ajuda de Chronos. Sua base de operações é o Templo da Lua, situado nas encostas do Monte Olimpo. Este templo é protegido por numerosas soldados chamadas "Satélites".
Calisto (カリスト, Jijo Karisuto)
Serva de Ártemis e oficial de alta patente entre os Satélites, a guarda pessoal de Ártemis. Ela é muito carinhosa com sua deusa e recorrerá a qualquer coisa para sua segurança. Calisto inicialmente avisa a deusa Athena para não visitar Ártemis porque ela está irritada com os conflitos passados da deusa da guerra. Athena se recusa, então Calisto permite que ela passe. Ela ainda a considera muito arriscada para Ártemis, então mais tarde ela envia Lascomoune, capitã das Satélites, para matar Athena. Após seu fracasso, ela recorre ao envio do guerreiro muito mais poderoso, Tohma, o Anjo, para matar os Cavaleiros de Athena, libertando-o da Prisão Lunar. No capítulo 30 de Saint Seiya: Next Dimension, durante a reintrodução de Tohma ao cânone, Calisto substitui o personagem obscuro e não identificado que libertou o Anjo, na curta história em quadrinhos introdutória de Kurumada para o agora apócrifo filme Prólogo do Céu.
Hécate, Feiticeira da Lua (月の魔女ヘカーテ, Tsuki no Majo Hekāte)
A feiticeira idosa da lua. Kurumada a baseou na personagem mitológica Hécate. Ela engana Athena para cortar o cabelo por meio de uma ilusão de múltiplos caminhos para o Templo da Lua. Ela faz uma bebida com o cabelo de Athena que restaura sua juventude, tornando-se uma jovem novamente. Ela então guia Athena para Chronos que por sua vez a pune, transformando seu corpo em pó. Mais tarde, ela ressurge ilesa, pois conseguiu sobreviver ao ataque de Chronos. A jovem Hécate exibe um comportamento infantil e caprichoso e exibiu a capacidade de se transformar em um corvo. Algum tempo após a partida de Athena, ela ajuda os Cavaleiros a alcançar a coroa de Athena, o que os leva à era da Guerra Santa passada. Hécate tem mil anos e é a guardiã da estrada que leva ao templo de Ártemis, situado nas encostas do Olimpo, que começa com uma coluna de pedra muito grande, encimada por uma lua crescente.

#### Satélites
As Satélites (月衛士, Sateraito, lit. "Guardas da Lua") são guardiãs da lua e mulheres/soldados de Ártemis. As Satélites são todas excelentes arqueiras, suas armaduras, lembram a lenda japonesa dos coelhos da lua.
Comandante Lascoumoune (遊撃隊長 ラスクムーン, Yūgekitai-chō Rasukumūn)
Capitã das Satélites. Conhecida por nunca deixar seu alvo escapar. Lascoumoune é ordenada por Calisto para matar Athena para poupar a dor de sua deusa Ártemis. Suas subordinadas são derrotadas em um instante por Shun de Andrômeda, mas Lascoumoune o derruba com seu ataque "Víbora Carmesim", apenas para ser interrompido pela chegada do Cavaleiro de Fênix, Ikki. Ela é então gravemente ferida pelo Cavaleiro após um breve encontro, com sua própria flecha. Sua armadura é preta, pois representa uma víbora.

## Antagonistas exclusivos do anime
Algumas facções antagônicas não existem no mangá Saint Seiya de Masami Kurumada, aparecendo apenas na adaptação do anime para TV. Estes incluem os Cavaleiros Fantasmams, os capangas do Grande Mestre Ares, alguns Cavaleiros de Prata e os Asgardianos de Odin.